# Lista okrętów United States Navy, F
W tej sekcji listy okrętów United States Navy wymienione są nazwy wszystkich okrętów United States Navy, których nazwa zaczyna się od F.
Aby zobaczyć wyłącznie listę okrętów obecnie pozostających w służbie — patrz Lista obecnie służących okrętów United States Navy
W przypadku okrętów, których nazwa została użyta jednokrotnie, link USS "Nazwa_okrętu" kieruje do artykułu o konkretnym okręcie. Jeżeli nazwy użyto kilkakrotnie, link USS "Nazwa_okrętu" kieruje do strony ujednoznaczniającej z krótkimi opisami poszczególnych okrętów, natomiast linki następujące po nazwie kierują do tych okrętów bezpośrednio.

## F-Fa
- USS "F-1" (SS-20)
- USS "F-2" (SS-21)
- USS "F-3" (SS-22)
- USS "F-4" (SS-23)
- USS "F. J. Luckenbach" (ID-2160)
- USS "F. Mansfield & Sons Co" ()
- USS "Fabius" (ARV(E)-5)
- USS "Facility" ()
- USS "Fahkee" ()
- USS "Fahrion" (FFG-22)
- USS "Fair" (DE-35)
- USS "Fair American" ()
- USS "Fairfax" (DD-93)
- USS "Fairfax County" (LST-1193)
- USS "Fairfield" (1828, AK-178)
- USS "Fairmont" (ID-2429)
- USS "Fairplay" ()
- USS "Fairy" ()
- USS "Falcon" (, , MHC-59, MSC-190)
- USS "Falgout" (DE-324)
- USS "Falkner" ()
- USS "Fall River" (CA-131)
- USS "Fallon" (APA-81)
- USS "Falmouth" (1827)
- USS "Fancy" ()
- USS "Fanning" (DD-37, DD-385, FF-1076)
- USS "Fanny Mason" ()
- USS "Fanny Skinner" ()
- USS "Fanshaw Bay" (CVE-70)
- USS "Fantana" ()
- USS "Farenholt" (DD-332, DD-491)
- USS "Fargo" (CL-85, CL-106)
- USS "Faribault" (AK-179)
- USS "Farquhar" (DD-304, DE-139)
- USS "Farragut" (TB-11, DD-300, DD-348, DLG-6/DDG-37, DDG-99)
- USS "Favorite" (ID-1385/IX-45)
- USS "Favourite" ()
- USS "Fawn" ()
- USS "Fayette" (AP-88/APA-43)

## Fe-Fi
- USS "Fearless" (SP-724, YDT-5, MSO-442)
- USS "Fearnot" ()
- USS "Fechteler" (DE-157, DD-870)
- USS "Federal" (SP-3657)
- USS "Feland" (APA-11)
- USS "Feldspar" ()
- USS "Felicia" (PYc-35, )
- USS "Felix Taussig" (SP-2282)
- USS "Fenimore" (ID-2681)
- USS "Fenimore Cooper" ()
- USS "Fentress" (AK-180)
- USS "Fergus" (APA-82)
- USS "Fern" (, , )
- USS "Fernandina" ()
- USS "Ferret" (, , )
- USS "Fessenden" (DE-142)
- USS "Fidelity" (AM-96, MSO-443)
- USS "Fieberling" (DE-640)
- USS "Fierce" (AM-97)
- USS "Fife" (DD-991)
- USS "Fillmore" (APA-83)
- USS "Finback" (SS-230, SSN-670)
- USS "Finch" (, DE-328)
- USS "Finland" (ID-4543)
- USS "Finnegan" (DE-307)
- USS "Fire Island" ()
- USS "Firebolt" (PC-10)
- USS "Firebrand" ()
- USS "Firecrest" (AMC-33, AM-394, AMS-10, MSCO-10)
- USS "Firedrake" (AE-14)
- USS "Firefly" ()
- USS "Firm" (AM-98, MSO-444)
- USS "Fish Hawk" ()
- USS "Fisher" (AKR-301)
- USS "Fiske" (DE-143, DD-842)
- USS "Fitch" (DD-462)
- USS "Fitzgerald" (DDG-62)
- USS "Fitzroy" (DE-88)
- USS "Fixity" ()

## Fl
- USS "Flag" (USS Flag (1861)|1861)
- USS "Flagler" (AK-181)
- USS "Flagstaff" (PGH-1)
- USS "Flaherty" (DE-135)
- USS "Flambeau" (, , )
- USS "Flambeau River" (LCM(R)-503)
- USS "Flasher" (SS-249, SSN-613)
- USS "Flatley" (FFG-21)
- USS "Fleming" (DE-32, DE-271)
- USS "Fletcher" (DD-445, DD-992)
- USS "Fli-Hawk" ()
- USS "Flicker" (, )
- SS "Flickertail State" (T-ACS-5)
- USS "Flier" (SS-250)
- USS "Flint" (CL-97, AE-32)
- USS "Flirt" ()
- USS "Florence" ()
- USS "Florence Nightingale" (AP-70)
- USS "Florida" (1824, 1861, 1869, BM-9, BB-30, SSGN-728)
- USS "Floridian" (ID-3878)
- USS "Florikan" (ASR-9)
- USS "Flounder" (SS-251)
- USS "Floyd B. Parks" (DD-884)
- USS "Floyd County" (LST-762)
- USS "Floyd Hurst" ()
- USS "Floyds Bay" (AVP-)
- USS "Flusser" (, DD-20, DD-289, DD-368)
- USS "Fly" ()
- USS "Flyer" (AG-179)
- USS "Flying Fish" (1838, SS-229, SSN-673)

## Fo
- USS "Foam" (ID-2496)
- USS "Fogg" (DE-57)
- USS "Foley" (DE-270)
- USS "Folly" (ID-1453)
- USS "Fomalhaut" (AK-22/AKA-5, AE-20)
- USS "Fond du Lac" (APA-166)
- USS "Foote" (TB-3, DD-169, DD-511)
- USS "Force" (AM-99, MSO-445)
- USS "Ford" (DD-28, FFG-54)
- USS "Ford County" (LST-772)
- USS "Foreman" (DE-633)
- USS "Forest Rose" (1862)
- USS "Formoe" (DE-58, DE-509)
- USS "Forrest" (DD-461)
- USS "Forrest Royal" (DD-872)
- USS "Forrest Sherman" (DD-931, DDG-98)
- USS "Forrestal" (CVA-59)
- USS "Forster" (DE-4, DE-334)
- USS "Forsyth" (PF-102/PG-210)
- USS "Fort Donelson" (1862)
- USS "Fort Fisher" (LSD-40)
- USS "Fort Henry" (1862)
- USS "Fort Hindman" (1863)
- USS "Fort Jackson" (1862)
- USS "Fort Mandan" (LSD-21)
- USS "Fort Marion" (LSD-22)
- USS "Fort McHenry" (LSD-43)
- USS "Fort Morgan" (1864)
- USS "Fort Snelling" (LSD-23, LSD-30)
- USS "Fort Wayne" (SP-3786)
- USS "Fortify" (MSO-446)
- USS "Fortitude" (AMC-31/YDT-2)
- USS "Fortune" (AVS-2, IX-146)
- USS "Forward" (1918)
- USS "Foss" (DE-59)
- USS "Fowler" (DE-222)
- USS "Fox" (1822, 1859, DD-234/AG-85, CG-33)
- USS "Fox Island IV" ()

## Fr-Fu
- USS "Frament" (DE-677/APD-77)
- USS "Frances" ()
- USS "Frances II" ()
- USS "Francis G. Conwell" ()
- USS "Francis Hammond" (FF-1067)
- USS "Francis M. Robinson" (DE-220)
- USS "Francis Marion" (APA-249)
- USS "Francis Scott Key" (SSBN-657)
- USS "Francovich" (DE-379, DE-606/APD-116)
- USS "Frank Cable" (AS-40)
- USS "Frank E. Evans" (DD-754)
- USS "Frank H. Buck" (SP-1613)
- USS "Frank J. Petraca" ()
- USS "Frank Knox" (DD-742)
- USS "Frankford" (DD-497)
- USS "Frankfurt" (1915)
- USS "Franklin" (1775, 1795, 1815, 1864, CV-13/AVT-8)
- USS "Franklin Bell" (AP-34)
- USS "Franklin D. Roosevelt" (CV-42)
- USS "Franks" (DD-554)
- USS "Frazier" (DD-607)
- USS "Fred C. Ainsworth" (AP-181)
- USS "Fred T. Berry" (DD-858)
- USS "Freda" ()
- USS "Frederick" (CA-8, LST-1184)
- USS "Frederick C. Davis" (DE-136)
- USS "Frederick Funston" (AP-178/APA-89)
- USS "Frederick Luckenbach" ()
- USS "Fredonia" (, )
- USS "Free Lance" ()
- USS "Freedom" (ID-3024, )
- USS "Freehold" ()
- USS "Freestone" (APA-167)
- USS "Fremont" (AP-89, APA-44)
- USS "French" (DE-367)
- USS "French Creek" (AO-159)
- USS "Fresno" (AK-3063, SP-3063, CL-121, LST-1182)
- USS "Frieda" (SP-1618)
- USS "Friedrich Der Grosse" (ID-1408)
- USS "Frigate Bird" (, MSC-191)
- USS "Frolic" (1813, 1862, 1898, 1917)
- USS "Frontier" (AD-25)
- USS "Frost" (DE-144)
- USS "Frybarger" (DE-705)
- USS "Frying Pan" ()
- USS "Fuchsia" ()
- USS "Fullam" (DD-474)
- USS "Fuller" (DD-297, AP-14/APA-7)
- USS "Fulmar" (, )
- USS "Fulton" (, PG-49, AS-1(inne języki), AS-11)
- USS "Furman" (AK-280)
- USS "Furse" (DD-882)
- USS "Fury" (1869, PG-69)